# یوستدولا
یوستدولا (به انگلیسی: Jostedøla) رودخانه‌ای به‌طول ۵۰ کیلومتر است که در نروژ جریان دارد.